# إنفاق مزدوج
الإنفاق المزدوج (بالإنجليزية: Double-spending)‏: هو خطأ محتمل في سياق التعامل بالنقود الرقمية، يتمثل في احتمالية إنفاق النقود الرمزية الرقمية أكثر من مرة. تتكون النقود الرمزية الرقمية من ملف رقمي يمكن نسخه أو تزويره، على عكس النقود المادية. يؤدي الإنفاق المزدوج إلى التضخم، مثله في ذلك مثل النقود المزورة، عن طريق إنشاء كمية جديدة من النقود المنسوخة غير الموجودة من قبل. يُخفِّض ذلك من قيمة العملة بالنسبة للوحدات النقدية الأخرى أو البضائع، ويقلل من ثقة المستخدم ومن تداول العملة ويساهم في ركودها. تُستخدم أساليب التشفير لمنع الإنفاق المزدوج، مع الحفاظ على إخفاء الهوية في المعاملة المالية، وتشمل تلك الأساليب التوقيع الأعمى، وتشارك السر في الأنظمة المفصولة عن الإنترنت.
يُعتبر سطو الإنفاق المزدوج سطوًا محتملًا ضد العملات المعماة، ومن المحتمل حدوثه للعديد منها، مثل سطو الـ51%. لم يسبق أن وقع سطو الإنفاق المزدوج ضد عدد من أكبر العملات المعماة، مثل بيتكوين (وردت احتمالية حدوثه في 2014)، ولكنه حدث لإحدى شُعبها: بيتكوين غولد، التي احتلت المرتبة الـ26 في ترتيب أكبر العملات المعماة فيما بعد.

## المنع
يأخذ منع الإنفاق المزدوج شكلين عامين: المنع المركزي والمنع اللامركزي.

### المنع المركزي
يُفعَّل المنع المركزي عبر استخدام طرف ثالث موثوق به متصل بالإنترنت، يمكنه التحقق من سابقة إنفاق النقود الرمزية. يمثل ذلك نقطة انهيار حاسمة من منظور الثقة ومنظور الإتاحة.

### المنع اللامركزي
يصعب حل مشكلة الإنفاق المزدوج في الأنظمة اللامركزية. يجب على عدد من الخوادم تخزين نسخ متطابقة ومحدَّثة من دفتر حسابات المعاملة العامة لتفادي الاحتياج إلى طرف ثالث، ولكن بسبب بث المعاملات (طلبات إنفاق المال)، ستصل إلى كل خادم في أوقات متباينة قليلًا. إذا حاولت معاملتان إنفاق نفس العملة الرمزية، سيعتمد الخادم المعاملة الأولى فقط، ويبطل المعاملة الثانية. ما من طريقة للتحقق من الحسابات الحقيقية بمجرد اختلاف الخوادم؛ إذ تُعتبر ترصدات كل خادم صحيحة.
تحل أغلب النظم اللامركزية ذلك عن طريق خوارزميات الإجماع الحاسوبي، في محاولة لإعادة الخوادم للتزامن مرة أخرى. نوعا آليات الإجماع الحاسوبي هما إثبات العمل وإثبات السند.
اقتُرح عدد من الأنظمة الموزعة لمنع الإنفاق المزدوج بحلول 2007.
اعتمدت عملة بيتكوين المعماة حلًا في بواكر 2009. استخدم بروتوكول التشفير الخاص بها إجماعًا حاسوبيًا مبنيًا على آلية إثبات العمل، إذ تُجمَّع المعاملات في كتل، وتُربط معًا باستخدام قائمة متصلة من مؤشرات التجزئة (سلسلة الكتل). يُنتج أي خادم كتلةً بحل ألغاز حاسوبية صعبة (العثور على تضارب دوال التجزئة تحديدًا) تُسمى التعدين. تلتزم الكتلة بكامل تاريخ معاملات بيتكوين، إضافة إلى إعدادات جديدة للمعاملات القادمة. يُثاب المُعدِّن ببعض البيتكوين لحلها.
تستمر مشكلة الإنفاق المزدوج إذا عُدِّنت كتلتان (بمعاملات متضاربة) في نفس الوقت التقريبي. عندما تختلف الخوادم حول ترتيب الكتلتين بصورة لا فرار منها، تحتفظ كل منهما بالكتلتين مؤقتًا. يجب عليهم الالتزام بتاريخ واحد دون الآخر عند وصول كتلة جديدة، إذ ستستمر سلسلة واحدة بالنهاية، ولن تستمر الأخرى. يتحفز المعدنون لبناء الكتل على السلاسل الأطول، كي تندرج في قاعدة البيانات (وكي يكون جزاؤهم صحيحًا)؛ وذلك لأن السلسلة الأطول (أو «الأثقل» إن تحرينا الدقة التقنية) تُعتبر قاعدة البيانات الصحيحة.
لا تُعتبر المعاملات في هذا النظام «نهائية» أبدًا، من وجهة النظر التقنية؛ بسبب إمكانية نشوء سلسلة متضاربة من الكتل وتفوقها على السلسلة القياسية، ومع بناء الكتل على المعاملات، تقل احتمالية تجاوزها وتزيد تكلفة ذلك.
تتعرض العملات اللامركزية المعتمدة على سلسلة الكتل لسطو 51%، الذي يعيد فيه الفاعل كتابة دفتر الحسابات إذا تحكم بما يكفي من العمل الحاسوبي التام.